# Кіцманський державний аграрний технікум
Кіцманський коледж Подільського державного аграрно-технічного університету — державний заклад вищої освіти І-ІІ рівнів акредитації, а саме коледжаграрного спрямування, розташований у місті Кіцмані Чернівецької області; починаючи з 2006 року відокремлений структурний підрозділ Подільського державного аграрно-технічного університету (м. Кам'янець-Подільський).

## З історії та сьогодення технікуму
У листопаді 1944 року за ініціативою Наркомзему УРСР з метою підготовки місцевих кадрів сільського господарства на базі навчального корпусу колишньої гімназії та земельних угідь сільськогосподарської школи було організовано Кіцманський сільськогосподарський технікум (наказ № 1174 від 14 листопада 1944 року).
Перший випуск спеціалістів відбувся в 1948 році. З 1952 року при технікумі було відкрито заочний відділ а технікум перейменовано на Кіцманський зооветеринарний технікум.
Наказом № 38 від 20 квітня 1973 року на базі зооветеринарного технікуму та колгоспу «Радянська Буковина» було створено Кіцманський радгосп-технікум.
Вже у незалежній Україні, на підставі наказу № 232 від 25 липня 1997 року Міністерства сільського господарства і продовольства України «Про поділ Кіцманського радгоспу-технікуму Чернівецької області» було ліквідовано Кіцманський радгосп-технікум і створено на його базі Кіцманський державний аграрний технікум.
Згідно з наказом Міністерства аграрної політики України № 88 від 28 лютого 2006 року Кіцманський державний аграрний технікум реорганізовано у відокремлений структурний підрозділ Подільського державного аграрно-технічного університету.
За період існування навчальний заклад випустив близько 15 тисяч спеціалістів з денної та заочної форм навчання.
На даний час (2011) у технікумі здійснюється підготовка за наступними спеціальностями:
- 5.03040101 «Правознавство» (починаючи із 1991 року);
- 5.03050901 «Бухгалтерський облік» (починаючи із 1998 року);
- 5.03051002 «Організація заготівель і товарознавство с/г продукції» (починаючи із 2011 року);
- 5.03060101 «Організація виробництва» (починаючи із 1999 року);
- 5.08010102 «Землевпорядкування» (починаючи із 1992 року);
- 5.09010303 «Зелене будівництво і садово-паркове господарство» (починаючи із 2011 року);
- 5.09010102 «Організація і технологія ведення фермерського господарства» (починаючи із 1993 року);
- 5.09010103 «Виробництво і переробка продукції рослинництва» (починаючи із 1944 року);
- 5.09010201 «Виробництво і переробка продукції тваринництва» (починаючи із 1944 року);
- 5.11010101 «Ветеринарна медицина» (починаючи із 1944 року)

## Випускники
- Танасійчук Петро Іванович (1989—2016) — солдат Збройних сил України, учасник російсько-української війни.